# جین (پوشاک)

نمونه‌ای از کت‌وشلوار با پارچه دنیم که به روش سنگ‌شورشده اسیدی درآمده است. این مد در دهه ۱۹۸۰ میلادی با پیدایش موج نو و سینث-پاپ محبوب شد.

جین یا لی به شلوارهایی گفته می‌شود که با پارچه دنیم یا Dungaree دوخته شده باشند. دنیم نام گونه‌ای پارچه کتان با بافت راه‌راه و ضخیم است که اگرچه همه گونه پوشاک با آن دوخته می‌شود اما این پارچه بیشتر برای دوخت شلوار به کار می‌رود. در فارسی در لفظ همگانی به «جین»، «لی» نیز گفته می‌شود که لی نام یک نماد بازرگانی است که آوازه‌ای در میان فارسی‌زبانان یافته بود (برند Lee). نخستین سازندگان شلوار جین آبی ژاکوب دیویس، کالوین راجرز، و لیوای اشتراوس (لیوایز) در سال ۱۸۷۳ بودند. این پارچه از سال ۱۹۵۰ در میان نوجوانان محبوبیت یافت. همچنین در ساخت پارچه جین فرآیندی با نام سنگ شوری وجود دارد که برای به وجود آوردن ظاهری فرسوده به پارچه که به تازگی فراوری شده می‌گویند. از فرایند سنگ شوری بیشتر برای پارچه لی استفاده می‌شود. سنگ شوری در دهه ۱۹۸۰ میلادی محبوب شد زیرا شلوار جین اسیدی در این دهه به وجود آمد.
قدیمی‌ترین مارک‌های شلوار جین: لی، لیوایز (لِویز: Levi's) متعلق به لیوای اشتراوس (با کلود لوی استراوس جامعه‌شناس اشتباه نشود) و رنگلر هستند. شلوارهای جین معمولاً به رنگ آبی نیلی هستند.

## واژه‌شناسی

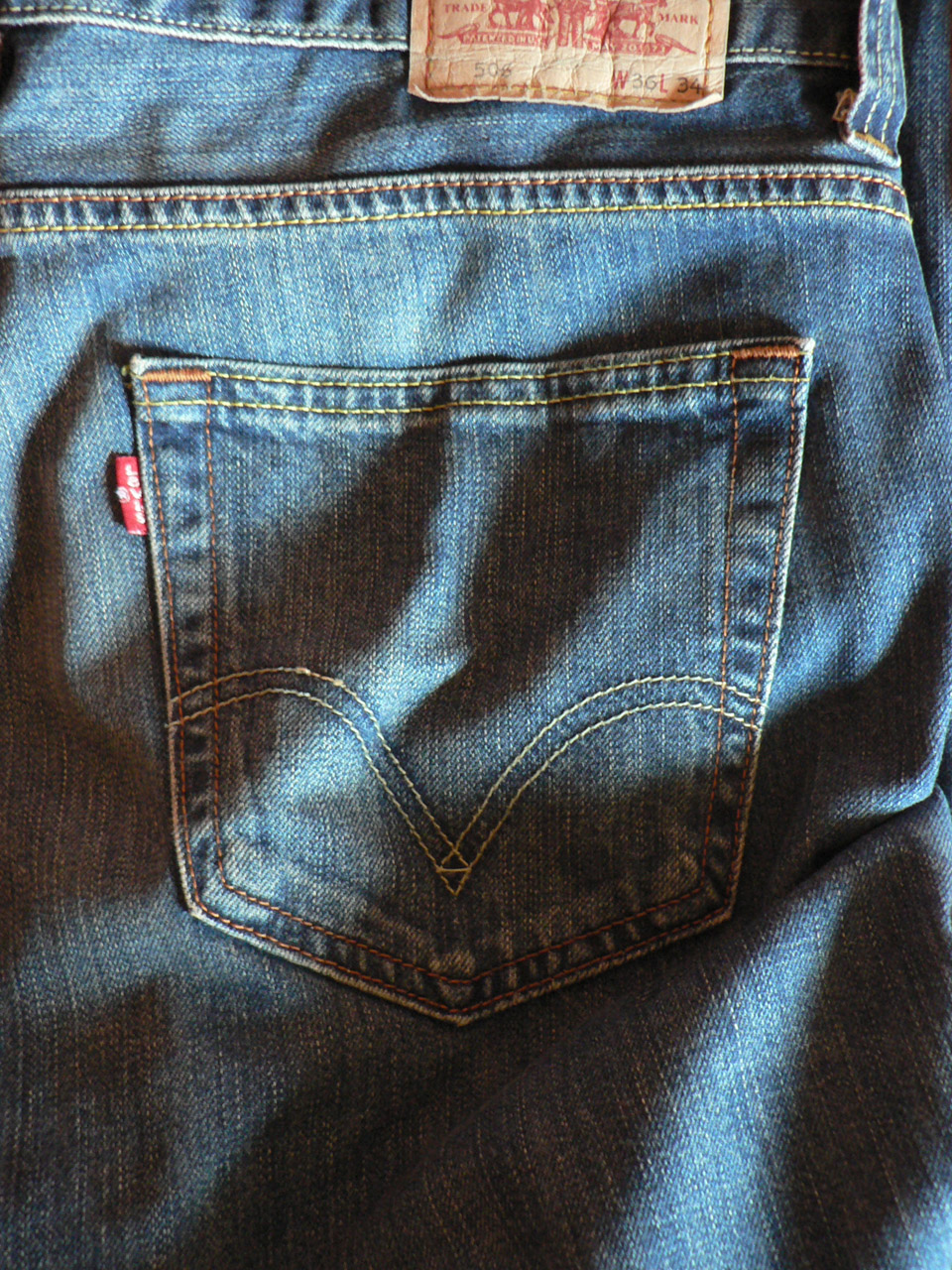
طرح جیب پشت

واژه جین یا جینز (به انگلیسی: Jeans) از واژهٔ فرانسوی bleu de Gênes به معنی آبی از جنوآ" آمده است، جنوآ (Genoa) نام شهری در ایتالیا است که برابر فرانسوی آن Gênes است.

## پیشینه

### پارچه جین
پارچه جین نخستین، خاستگاهی فرانسوی و ایتالیایی دارد. در آغاز، بافندگان در شهر نیم فرانسه تلاش کردند پارچه جین را باز تولید کنند. اگرچه به جای آن، پارچه‌ای همانند، با الگوی بافتی از دنده‌های موازی مورب (Twill) توسعه دادند که به نام دنیم شناخته می‌شود. واژه "دنیم" از عبارت فرانسوی "de Nimes" به معنای "از [شهر] نیم" آمده است. برای نخستین بار پوشاک ملوانان از پارچه جین اولیه یا دنیم ساخته شد.

### نخستین شلوارها
نخستین شلوارهای جین را خیاطی به نام جیکوب دیویس در اوایل دهه ۱۸۷۰ برای جویندگان طلا در کالیفرنیا ساخت. برتری این شلوارها مقاومت در برابر عوامل محیطی و طول عمر بسیار آنها بود. دیویس نخست از پارچه‌های کتانی قهوه‌ای‌رنگ بهره می‌برد. او همچنین برای استحکام به آن‌ها پرچ‌های فلزی بکار برد. دیویس می‌دانست این با دلیل مقاومت بالای این شلوارها قطعاً در بازار موفق خواهند بود. اما سرمایه کافی برای ثبت این اختراع به نام خودش را نداشت. او از لیوای اشتراوس که پارچه‌های شلوارها را تأمین می‌کرد کمک خواست. آنها این اختراع را برای پرچ‌های فلزی و نه خود شلوار ثبت کردند. درنتیجه بین سال‌های ۱۸۷۳ تا ۱۸۹۰ هیچ‌کس دیگری اجازه نداشت در شلوارهای خود از پرچ فلزی استفاده کند.
آنها سپس سعی کردند رنگ شلوار را از کتان قهوه‌ای به کتان آبی‌رنگ تغییر دهند و همزمان قیمت آن را همچنان ارزان نگه دارند؛ زیرا به شکل سنتی به‌عنوان لباس کار شناخته می‌شد تغییر دهند. در سال ۱۸۸۳ یک شیمی‌دان آلمانی به نام آدولف فون بایر رنگ آبی نیلی را اختراع کرد. آنها برای ارزان نگه‌داشتن شلوار، تنها تارهای پارچه را رنگ کردند و پودهای بافته‌شده در میان تار، همچنان سفید بودند؛ بنابراین تارهای آبی‌رنگ در سطح بیرونی پارچه بیشتر از داخل آن دیده می‌شوند. امروز هم اگر کسی از نزدیک به شلوار جین نگاه کند متوجه می‌شود که شلوار آبی کامل نیست و درواقع ترکیبی از سفید و آبی است. بین سال‌های ۱۸۸۰ تا جنگ جهانی دوم، شلوار جین تبدیل به لباس کار رایج شد.

### محبوبیت
در دهه ۱۹۵۰ بهره‌گیری از این گونه شلوار، نخست در میان نوجوانان و سپس در میان مردم فراگیر شد. نمونه‌های شاخص آن جیمز دین در فیلم شورش بی‌دلیل و مریلین مونرو در فیلم ناجورها است. در اوایل دهه ۱۹۸۰ شلوار جین اهمیت خود را در عالم مد از دست داد. اما جان هگارتی (مدیر تبلیغات شرکت بی‌بی‌اچ) در سال ۱۹۸۲ حق تبلیغ شرکت لیوایز را به دست آورد و با تبلیغ هوشمندانه محبوبیت شلوار را احیا کرد. آن‌ها در تبلیغی حماسی، پرچ‌های شلوار را نماد گذشته پرشکوه نشان دادند. آنها تبلیغی ساختند که شلوار جین را نماد جهان آزاد نشان می‌داد. در این تبلیغ مرد جوانی، یک شلوار جین را به روسیه قاچاق می‌کرد؛ زیرا در آن هنگام شلوار جین در روسیه ممنوع بود. تبلیغی که شرکت بی‌بی‌اچ برای شلوار لیوایز در سال ۱۹۸۵ تولید کرد فروش این شلوارها را به عرش رساند. تا جاییکه پخش این تبلیغ تا مدتی متوقف شد؛ زیرا شرکت تولیدکننده، توان پاسخ به تقاضا را نداشت. تکرار لحن این تبلیغ باعث شد فروش شرکت لیوایز در سال ۱۹۹۶ به رکورد ۷/۱ میلیارد دلار برسد.

## برچسب کاغذی
برچسب کاغذی که معمولاً در پشت کمر شلوارهای جین دوخته می‌شود در اصل، رسید ضمانت‌نامه‌ای است که درگذشته در جیب پشت شلوارها نگهداری می‌شد. اگر شلوار پاره می‌شد صاحب شلوار می‌توانست این برچسب را به فروشنده نشان دهد و یک شلوار نو تحویل بگیرد.

## گردش مالی
در سال ۲۰۰۶ مردم آمریکا ۱۴ میلیارد دلار پارچه جین خریداری کردند. ارزش صنعت تولید پوشاک جین در سال ۲۰۲۴ نزدیک به ۱۰۵ میلیارد دلار خواهد بود که سهم شلوارهای جین از این درآمد ۶۴/۵ میلیارد دلار است. آمریکا بیشترین مصرف جین را دارد. بریتانیا هم با خرید ۷۰ میلیون شلوار در سال نزدیک به آمریکا است.

## رنگ‌آمیزی
برای رنگ این شلوارها از رنگ نیل استفاده می‌شود که هند نخستین مرکز تولید و پروش گسترده آن بود. امروز این ماده اغلب با فرایندهای شیمیایی تولید می‌شود. در حالی که تنها چند گرم نیل برای رنگ کردن یک شلوار لازم است سالانه بیش از ۲۰ میلیون تن نیل در این صنعت مصرف می‌شود.

## مسابقه رنگ‌رفتگی
به دلیل ارزان بودن رنگ جین، شلوار به‌تدریج کم‌رنگ می‌شود. این نگ‌رفتگی چنان محبوب شده که در فضای مجازی مسابقه‌ای به نام «فراخوان ایندیگو» برای انتخاب بهترین شلوار جین رنگ و رو رفته برگزار می‌شود. در این مسابقه هرکدام از شرکت‌کنندگان به مدت یک سال، هر روز یک شلوار جین که از قبل سنگ‌شور نشده را می‌پوشند و کارهای روزانه خود انجام می‌دهند تا رد خود را بر محو شدن رنگ شلوار بگذارد.

## نماد اعتراض
در سال ۲۰۰۶ در بلاروس اعتراض‌هایی که در مخالفت با الکساندر لوکاشنکو رخ می‌داد به «انقلاب جین» مشهور شد؛ زیرا پس از آنکه پلیس پرچم مخالفان حکومت را پاره کرد، معترضان تکه‌هایی پارچه‌های جین را به شکل روبان‌هایی بریدند و از آن به عنوان پرچم استفاده می‌کردند.

## نگارخانه

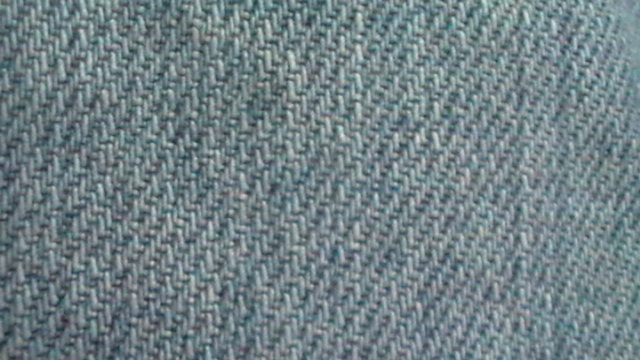
نمای درشت از بافت جین
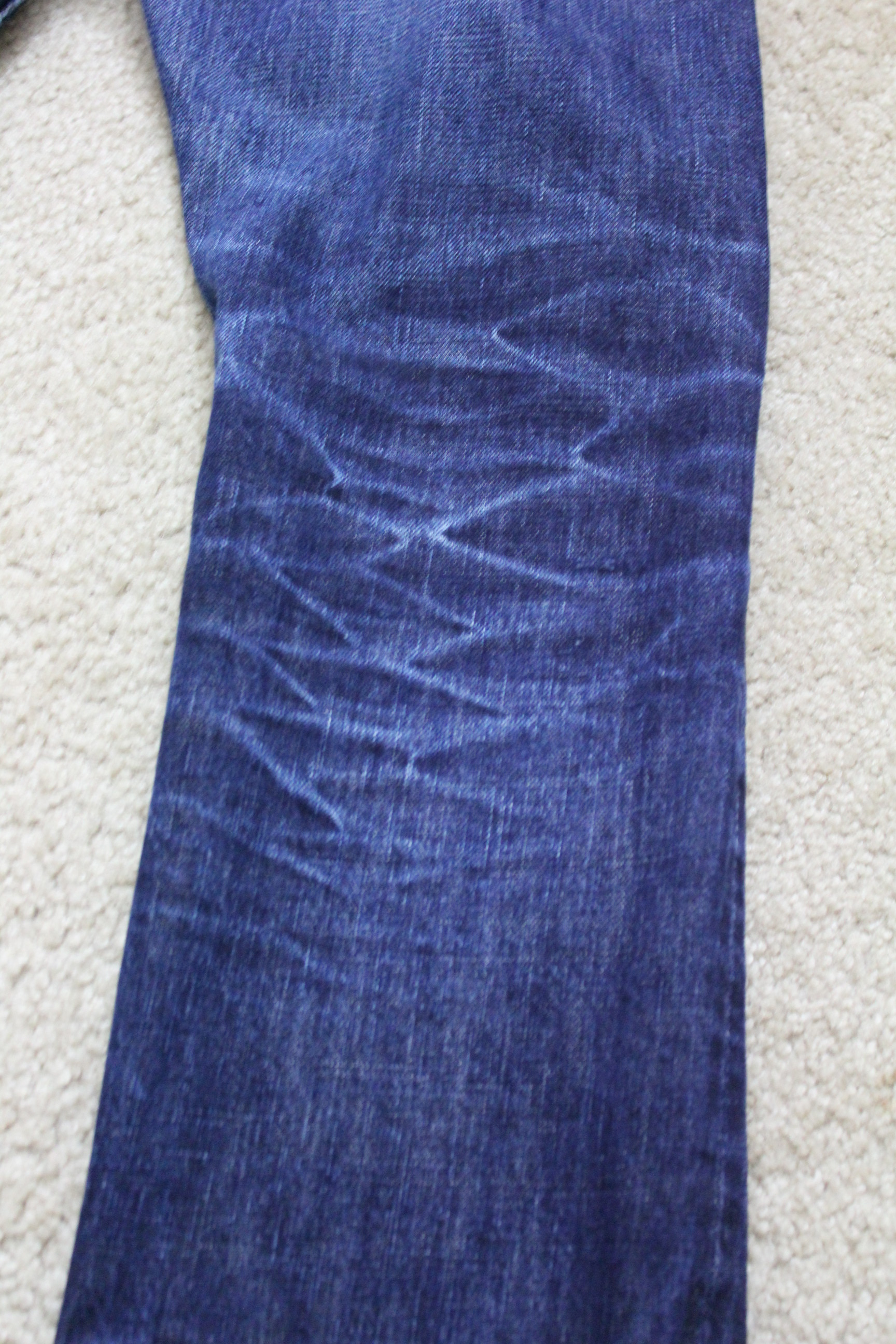
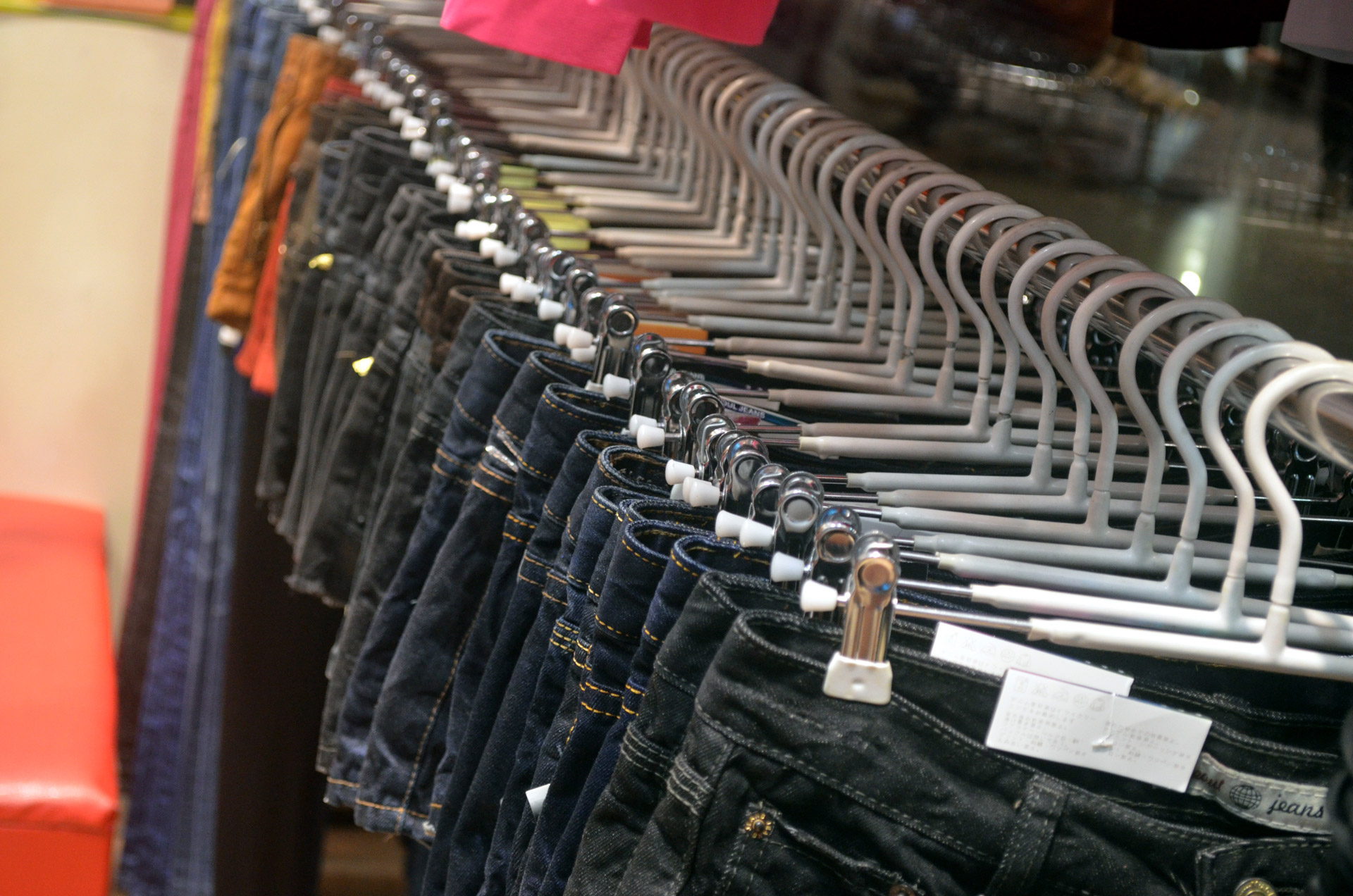
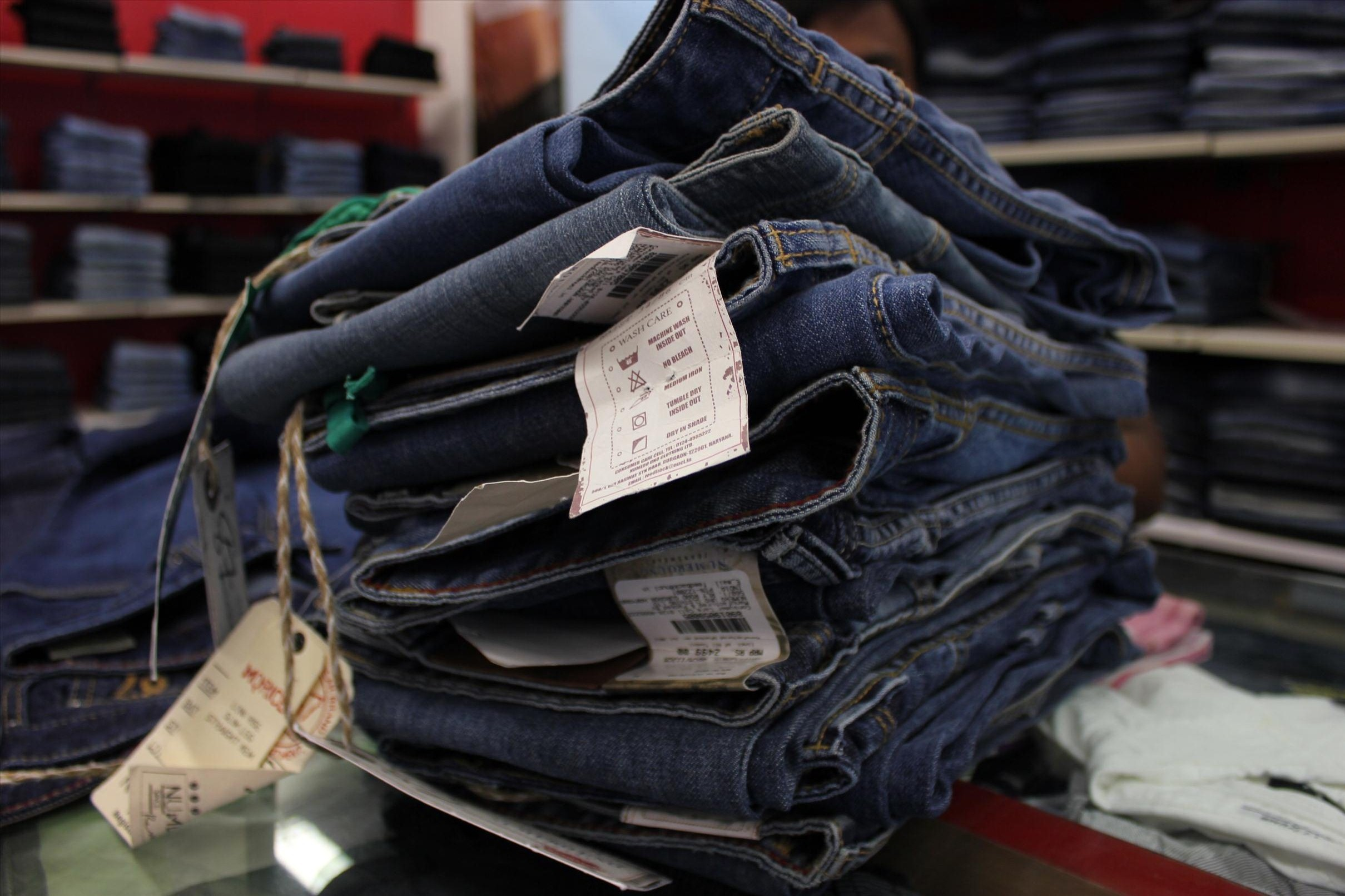
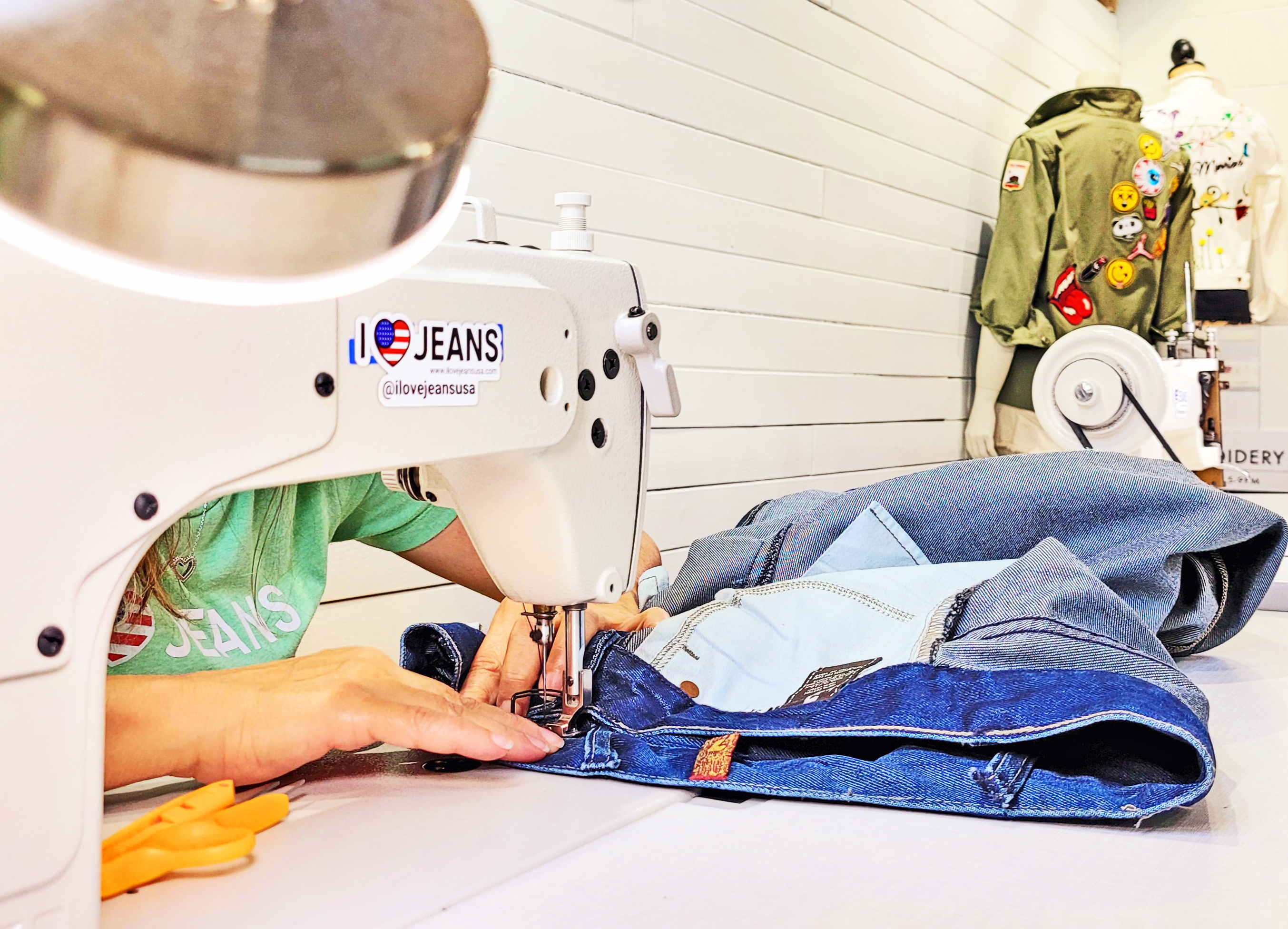
دوخت شلوار جین